# Västra Bjäre pastorat
Västra Bjäre pastorat är ett pastorat i Bjäre-Kulla kontrakt i Lunds stift i Båstads kommun i Skåne län. 
Pastoratet bildades 2010 och består av följande församlingar:
- Torekovs församling
- Västra Karup-Hovs församling

Pastoratskod är 071401.